# ماینز (کوبا)
ماینز (به اسپانیایی: Minas) یک منطقهٔ مسکونی در کوبا است که در استان کاماگوئی واقع شده‌است. ماینز ۱٬۰۱۵ کیلومتر مربع مساحت و ۳۸٬۵۱۷ نفر جمعیت دارد و ۷۰ متر بالاتر از سطح دریا واقع شده‌است.